# Pegasidae
Pegasidae è una famiglia di pesci ossei di mare dell'ordine Gasterosteiformes.

## Distribuzione
Provengono dall'oceano Pacifico e dall'est dell'oceano Indiano.

## Descrizione
Presentano un corpo abbastanza schiacciato, con la testa molto sottile e allungata. Le scaglie sono spesse e evidenti. Le pinne pettorali sono orizzontali e decisamente più ampie delle altre. La specie di dimensioni maggiori è Pegasus volitans, che raggiunge i 20 cm.

## Biologia

### Alimentazione
Si nutrono di piccoli invertebrati marini.

### Riproduzione
Sono ovipari, e non ci sono cure nei confronti delle uova.

## Tassonomia
In questa famiglia sono riconosciuti soltanto 2 generi:
- Eurypegasus
- Pegasus